# 白川町立白川中学校
白川町立白川中学校（しらかわちょうりつ しらかわちゅうがっこう）は岐阜県加茂郡白川町にある公立の中学校。
白川小学校、蘇原小学校、佐見小学校の児童が進学する。 

## 沿革
白川中学校は、1962年に従来の白川中学校と大山中学校、坂ノ東中学校を統合し、新たに開校した中学校である。ここでは統合前の白川中学校を白川中学校〈旧〉として表記する。
- 1947年（昭和22年）
  - 4月1日 - 加茂郡西白川村に西白川村立西白川中学校として開校。
  - 5月3日 - 開校式。
  - 10月 - 西白川小学校の隣接地に新築移転。
- 1953年（昭和28年）4月1日 - 西白川村が単独で町制を施行し白川町となる。同時に白川町立白川中学校〈旧〉に改称する。
- 1962年（昭和37年）4月 - 白川中学校〈旧〉、大山中学校、坂ノ東中学校を統合し、新たに白川町立白川中学校として開校。名目上の統合であり、各校舎を利用して白川教室、大山教室、坂ノ東教室を設置。
- 1963年（昭和38年）4月 - 蘇原中学校を統合する。蘇原教室を設置。
- 1964年（昭和39年）4月 - 現在地に統合校舎が完成。白川教室、大山教室、坂ノ東教室、蘇原教室を廃止。
- 1980年（昭和55年）4月 - 切井中学校を統合する。
- 2022年 (令和4年) 4月 - 佐見中学校を統合する。

## 小中学校再編計画
- 白川町は町内の小中学校を統合し、1校の義務教育学校にする計画がある。現在の白川中学校の敷地に白川中学校校舎の建て替え及び白川小学校校舎を新築し、令和11年度以降に義務教育学校『美濃白川学園』として開校を予定している[1]。